# Мертер (станція метро)
41°0′27″ пн. ш. 28°53′47″ сх. д. / 41.00750° пн. ш. 28.89639° сх. д.
Мертер (тур. Merter) — станція лінії М1 Стамбульського метрополітену. Відкрито 31 січня 1994 в рамках черги Отогар — Зейтинбурну.
Розташована у південній частині району Гюнгьорен.
Конструкція — естакадна станція відкритого типу з двома береговими платформами.
Пересадка:
- Метробус: 34, 34C, 34G, 34AS, 34BZ
- Автобуси: 31, 31E, 71T, 72T, 73, 73F, 76D, 79Ş, 82, 85T, 89, 89B, 89K, 92, 92T, 94, 94A, 94Y, 97, 97A, 97BT, 97T, H-9

| Попередня станція          | Лінія | Лінія                           | Лінія | Наступна станція                |
| -------------------------- | ----- | ------------------------------- | ----- | ------------------------------- |
| Давутпаша — ЇТУ до Єнікапи |       | M1 (Стамбульський метрополітен) |       | Зейтинбурну до Аеропорт Ататюрк |